# کونگک (استان پودلاسکی)
کونگک (به لهستانی:  Konik) یک روستا در لهستان است که در گمینا چرمخا واقع شده‌است.